# Giuditta Podestà
Giuditta Podestà (Milano, 6 febbraio 1921 – Genova, 25 ottobre 2005) è stata una saggista e critico letterario italiana, nipote di Carlo Emilio Gadda.

## Biografia
Si laurea all'Università di Genova, nel 1942 in Lettere Classiche, con una tesi su: Le satire lucianesche di Teodoro Prodromo, con Quintino Cataudella, e nel 1943 in Filosofia, con Michele Federico Sciacca e una tesi su L'Action di Maurice Blondel. Nel 1955 consegue la laurea in Lingue e Letterature Straniere all'Università Bocconi di Milano con Giovanni Vittorio Amoretti e una tesi dal titolo Bildung und Werden bei Franz Kafka.
Ha insegnato Letteratura comparata in varie Università europee: in Germania, Spagna, Inghilterra, Irlanda e negli Stati Uniti d'America; ha anche diretto e fondato Istituti di Italianistica in varie sedi europee.
Giuditta Podestà si è dedicata allo studio e alla divulgazione della Letteratura comparata, attraverso l'insegnamento, i convegni nazionali e internazionali, e la pubblicazione di saggi, mettendo in luce il peso che questa disciplina potrà avere sul processo politico e culturale dell'Europa Unita nonché sull'elaborazione della Costituzione Europea ai fini della definizione delle radici comuni fra i popoli europei.
Nel 1983 ha fondato il Centro Internazionale di Studi Lombardi (CEISLO), ospitato nell'ex Convento di Santa Maria la Vite a Olginate.
Da quello stesso anno al 2003, la studiosa ha tenuto, nell'ampia Sala della conchiglia, venti convegni, a cui hanno partecipato studiosi e docenti universitari europei ed extra europei, tutti sulla Letteratura comparata come dinamica di una cultura di pace e come fattore di tollerante convivenza.
Nel 2006, a un anno dalla sua morte, il Ceislo viene sciolto e al suo posto il fratello gemello Giuseppe, fonda, assieme a studiosi italiani e tedeschi, l'Associazione Santa Maria la Vite. Giuditta Podestà, con lo scopo di ricordare la professoressa e di continuare le iniziative culturali che nei locali dell'ex convento di Santa Maria La Vite avevano avuto il loro centro.

## Opere
- Giuditta Podestà, Le satire lucianesche di Teodoro Prodromo, in Aevum, vol. 19, n. 3-4, 1945,  pp. 239-252.
- Giuditta Podestà, Le satire lucianesche di Teodoro Prodromo (II), in Aevum, vol. 21, n. 1-2, 1947,  pp. 3-25.
- Franz Kafka e i suoi fantasmi nell'itinerario senza meta, Libreria Universitaria, Ed. Pacetti, Genova, 1956.
- Kafka e Pirandello, su Humanitas, XI, 1956, pp. 230–244.
- I viaggiatori stranieri e l'Italia, Gastaldi Editore, Milano, 1963.
- Letteratura Comparata – Saggi, Di Stefano Editore, Genova, 1966.
- L'oriente dimensione dell'anima romantica, Di Stefano Editore, Genova, 1966.
- Tre lettere inedite di Carlo Emilio Gadda alla cugina Luisa, in Lettere Italiane, XXX, 1978.
- L'avventura del realismo in Italia, Mondini e Siccardi, Genova, 1982.
- Antropologia e umanesimo, Morcelliana, Brescia, 1987.
- Giuseppe Gadda, emblematica figura nei difficili esordi dell'unità d'Italia, Genova, 1988.
- Europei allo specchio per una cultura di pace,  Morcelliana, Brescia, 1989.
- Le chiavi dello scrigno, Ceislo, Lecco, 1990.
- Teodoro Prodromo e la sua satira nella Bisanzio del XII secolo e gli albori di una rinascita, in Le chiavi dello scrigno, Ceislo, Lecco, 1990, pp. 135-145.
- Carlo Emilio Gadda e la Liguria, Accademia Ligure di Scienze e Lettere, Genova, 1997.
- Il patriota Giuseppe Gadda : emblematica figura di padre fondatore,  CE.I.S.L.O, Olginate, 1997.
- La costituzione europea : riflessioni e problematica, 2. Tavola rotonda e gemellaggio culturale italo-tedesco, 20, 21, 22 ottobre, Accademia ligure di scienza e lettere, Palazzo Ducale,  SICC, Genova, 2004.
- Arturo Farinelli e il comparatismo letterario, in L'ottimismo della conchiglia. Il pensiero e l'opera di Giuditta Podestà fra comparatismo e europeismo (a cura di Giuseppe Leone), Franco Angeli Editore, Milano, 2011.